# Lijst van rijksmonumenten in Oploo
De plaats Oploo telt 35 inschrijvingen in het rijksmonumentenregister. Hieronder een overzicht.
| Object                                                                  | Oorspronkelijke functie?  | Bouwjaar                                       | Architect                     | Locatie                  | Coördinaten?                  | Nr.?   | Afbeelding                                                              |
| ----------------------------------------------------------------------- | ------------------------- | ---------------------------------------------- | ----------------------------- | ------------------------ | ----------------------------- | ------ | ----------------------------------------------------------------------- |
| De Korenbloem                                                           | Industrie- en poldermolen | 1800                                           |                               | Vloetweg 2               | 51° 36' 26" NB, 5° 52' 25" OL | 31771  | Meer afbeeldingen                                                       |
| D’n Olliemeulen                                                         | Industrie- en poldermolen | 1725                                           |                               | Watermolenstraat 2       | 51° 36' 23" NB, 5° 52' 29" OL | 31772  | Meer afbeeldingen                                                       |
| De Christinehoeve, boerderij van het oorspronkelijk Friese kop-romptype | Bijgebouwen kastelen enz. | 1913                                           | S. Schaap Hzn.                | Gemertseweg 31           | 51° 35' 37" NB, 5° 49' 8" OL  | 519200 | De Christinehoeve, boerderij van het oorspronkelijk Friese kop-romptype |
| Huize Bronlaak, voormalige villa                                        | Kasteel, buitenplaats     | 1908 en 1910                                   | Karel Muller                  | Gemertseweg 36           | 51° 35' 16" NB, 5° 48' 43" OL | 519201 | Meer afbeeldingen                                                       |
| Landhuis De Groote Slink: theekoepel                                    | Tuin, park en plantsoen   | ca. 1910                                       |                               | Gemertseweg bij 36       | 51° 35' 8" NB, 5° 49' 12" OL  | 519202 | Landhuis De Groote Slink: theekoepel                                    |
| Sint Matthias                                                           | Kerk en kerkonderdeel     | 1730-1732, herbouwd 1834-1835, uitgebreid 1929 | Leur, H.C. v.d. (uitbreiding) | Grotestraat 14           | 51° 36' 32" NB, 5° 52' 30" OL | 519226 | Meer afbeeldingen                                                       |
| De Peel Raamstelling, kazemat 348                                       | Kazemat                   | 1939-1940                                      |                               | Defensiekanaal           | 51° 35' 22" NB, 5° 49' 44" OL | 519232 | De Peel Raamstelling, kazemat 348                                       |
| De Peel Raamstelling, kazemat 402                                       | Kazemat                   | 1939-1940                                      |                               | In het defensiekanaal    | 51° 35' 22" NB, 5° 49' 44" OL | 519233 | Upload foto                                                             |
| De Peel Raamstelling, kazemat 403                                       | Kazemat                   | 1939-1940                                      |                               | Bij defensiekanaal       | 51° 35' 22" NB, 5° 49' 44" OL | 519234 | Upload foto                                                             |
| De Peel Raamstelling, kazemat 404                                       | Kazemat                   | 1939-1940                                      |                               | achter de wal /kanaal    | 51° 35' 22" NB, 5° 49' 44" OL | 519235 | Upload foto                                                             |
| De Peel Raamstelling, kazemat 405                                       | Versperring               | 1939-1940                                      |                               | Langs Defensiekanaal     | 51° 35' 22" NB, 5° 49' 44" OL | 519236 | Upload foto                                                             |
| De Peel Raamstelling, kazemat 406                                       | Brug                      | 1939-1940                                      |                               | Nabij defensiekanaal     | 51° 35' 22" NB, 5° 49' 44" OL | 519237 | Upload foto                                                             |
| De Peel Raamstelling, kazemat 409                                       | Open verdedigingswerk     | 1937-1940                                      |                               | Schootsveld Peel-Raamst. | 51° 35' 22" NB, 5° 49' 44" OL | 519238 | Upload foto                                                             |
| Huize Bronlaak: dienstwoning tuinman                                    | Bijgebouwen kastelen enz. | 1908-1910                                      |                               | Gemertseweg bij 36       | 51° 35' 16" NB, 5° 48' 43" OL | 519250 | Huize Bronlaak: dienstwoning tuinman                                    |
| Huize Bronlaak: dienstwoning                                            | Bijgebouwen kastelen enz. | 1908-1910                                      |                               | Gemertseweg bij 36       | 51° 35' 16" NB, 5° 48' 43" OL | 519251 | Huize Bronlaak: dienstwoning                                            |
| Huize Bronlaak: voetgangersbrug                                         | Tuin, park en plantsoen   | 1908-1910                                      |                               | Gemertseweg bij 36       | 51° 35' 16" NB, 5° 48' 43" OL | 519252 | Huize Bronlaak: voetgangersbrug                                         |
| Huize Bronlaak: ijskelder                                               | Tuin, park en plantsoen   | 1908-1910                                      |                               | Gemertseweg bij 36       | 51° 35' 16" NB, 5° 48' 43" OL | 519253 | Upload foto                                                             |
| De Bunthorst: memorieplaat                                              | Tuin, park en plantsoen   | 1910                                           |                               | Gemertseweg bij 36       | 51° 35' 8" NB, 5° 49' 12" OL  | 519254 | Upload foto                                                             |
| De Bunthorst: grafstenen                                                | Tuin, park en plantsoen   |                                                |                               | Gemertseweg bij 36       | 51° 35' 8" NB, 5° 49' 12" OL  | 519255 | Upload foto                                                             |
| De Peel Raamstelling, kazemat 410                                       | Kazemat                   | 1939-1940                                      |                               | Bij Defensiekanaal       | 51° 35' 22" NB, 5° 49' 44" OL | 519258 | Upload foto                                                             |
| De Peel Raamstelling, kazemat 411                                       | Kazemat                   | 1939-1940                                      |                               | Bij Defensiekanaal       | 51° 35' 22" NB, 5° 49' 44" OL | 519259 | Upload foto                                                             |
| De Peel Raamstelling, kazemat 412                                       | Kazemat                   | 1939-1940                                      |                               | Bij Defensiekanaal       | 51° 35' 22" NB, 5° 49' 44" OL | 519260 | Upload foto                                                             |
| De Peel Raamstelling, kazemat 414                                       | Kazemat                   | 1939-1940                                      |                               | Bij Defensiekanaal       | 51° 35' 22" NB, 5° 49' 44" OL | 519261 | Upload foto                                                             |
| De Peel Raamstelling, kazemat 416                                       | Kazemat                   | 1939-1940                                      |                               | Bij Defensiekanaal       | 51° 35' 22" NB, 5° 49' 44" OL | 519262 | Upload foto                                                             |
| De Peel Raamstelling, kazemat 417                                       | Kazemat                   | 1939-1940                                      |                               | Bij Defensiekanaal       | 51° 35' 22" NB, 5° 49' 44" OL | 519263 | Upload foto                                                             |
| De Peel Raamstelling, kazemat 418                                       | Kazemat                   | 1939-1940                                      |                               | Bij Defensiekanaal       | 51° 35' 22" NB, 5° 49' 44" OL | 519264 | Upload foto                                                             |
| De Peel Raamstelling, kazemat 419                                       | Kazemat                   | 1939-1940                                      |                               | Bij Defensiekanaal       | 51° 35' 22" NB, 5° 49' 44" OL | 519265 | Upload foto                                                             |
| De Peel Raamstelling, kazemat 420                                       | Kazemat                   | 1939-1940                                      |                               | Bij Defensiekanaal       | 51° 39' 21" NB, 5° 49' 34" OL | 519266 | Upload foto                                                             |
| De Peel Raamstelling, kazemat 421                                       | Kazemat                   | 1939-1940                                      |                               | Bij Defensiekanaal       | 51° 35' 22" NB, 5° 49' 44" OL | 519267 | Upload foto                                                             |
| De Peel Raamstelling, kazemat 422                                       | Kazemat                   | 1939-1940                                      |                               | Bij Defensiekanaal       | 51° 35' 22" NB, 5° 49' 44" OL | 519268 | Upload foto                                                             |
| De Peel Raamstelling, kazemat 423                                       | Kazemat                   | 1939-1940                                      |                               | Bij Defensiekanaal       | 51° 35' 22" NB, 5° 49' 44" OL | 519269 | Upload foto                                                             |
| De Peel Raamstelling, kazemat 424                                       | Kazemat                   | 1939-1940                                      |                               | Bij Defensiekanaal       | 51° 35' 22" NB, 5° 49' 44" OL | 519270 | Upload foto                                                             |
| De Peel Raamstelling, kazemat 427                                       | Kazemat                   | 1939-1940                                      |                               | Bij Defensiekanaal       | 51° 35' 22" NB, 5° 49' 44" OL | 519271 | Upload foto                                                             |
| Bekestein                                                               | Boerderij                 | ca. 1550                                       |                               | Grotestraat 1            | 51° 36' 49" NB, 5° 52' 42" OL | 526755 | Meer afbeeldingen                                                       |
| Bekestein: vrijstaande schuur                                           | Boerderij                 | 1550                                           |                               | Grotestraat bij 1        | 51° 36' 49" NB, 5° 52' 42" OL | 526819 | Upload foto                                                             |